# Суперкоманда
«Суперкоманда» (исп. Metegol) — совместный анимационный фильм 2013 года шести стран: Аргентины, Испании, Великобритании, Франции, США и Индии, режиссёра Хуан Хосе Кампанелья.

## Сюжет
Отец, укладывая сына Мэтти спать, рассказывает ему историю, призывая его включить воображение.
Давным-давно робкий мальчик по имени Джейк работал в баре в маленьком и тихом городке и считался лучшим игроком в настольный футбол. Как-то в баре он знакомится с девушкой Лорой и влюбляется, но тут возникает соперник — Эйс. Он прилюдно вызывает Джейка на игровую дуэль, надеясь осрамить его в настольном футболе и завоевать расположение Лоры. Но в итоге именно Джейк одерживает победу и аплодисменты зрителей. Зато Эйса замечает тренер и предлагает ему начать карьеру в настольном футболе.
Через семь лет давние соперники встречаются снова. Эйс стал лучшим игроком мира по настольному футболу и полон жажды мести за единственное поражение в своей жизни. Он уничтожает бар, где была сыграна злополучная партия в настольный футбол, и планирует завоевать сердце Лоры. Джейк, переживая нелучшие времена и размолвку с Лорой, найдя поддержку у других горожан-любителей настольного футбола, решает собрать команду и бросает Эйсу вызов. В ходе матча, команда Джейка ведет в счете, но Эйс намеренно травмирует соперника, не давая забить победный мяч. Он одерживает победу, к которой так стремился, но стоила ли она того? Все вокруг, даже его партнеры по команде и тренер восхищены игрой Джейка, к которому возвращается и Лора. Вместо они строят новый городок.
Отец, Джейка, заканчивает свой рассказ и выходит из спальни сына, но Мэтти не спит и слышит голоса за окном. В сарае около дома он находит отца в компании других игроков в настольный футбол. Воодушевленный, он присоединяется к ним.

## Роли озвучивали
- Давид Масайник — Амадео
- Фабиан Джанола — Эль Бето
- Мигель Анхель Родригес — Капитан Лисо
- Орасио Фонтова — Локо
- Пабло Раго — Капи
- Люсия Масиэль — Лаура
- Диего Рамос — Гроссо

## Выход фильма
Версия фильма на английском языке была создана компанией 369 Productions, при этом компания Vertigo Films занялась релизом фильма. Фильм вышел под названием The Unbeatables 15 августа 2014 года. Английскую версию озвучили Руперт Гринт, Роб Брайдон, Энтони Хэд, Ральф Литтл, Алистер Макгоуэн, Питер Серафинович, Ив Понсонби.
В марте 2014 года компания The Weinstein Company приобрела права на прокат в США, Канаде, Австралии, Новой Зеландии и Франции, планируя выпустить свою версию дубляжа фильма под названием Underdogs. В американской версии роли озвучили Ариана Гранде, Николас Холт, Мэттью Моррисон, Кэти Холмс, Джон Легуизамо, Эухенио Дербеc, Таран Киллам, Бобби Мойнахан, Чезз Палминтери и Мел Брукс. Американская версия фильма должна была выйти в 2014 году, но премьеру несколько раз переносили. За неделю до запланированного в августе релиза американская версия была снята с проката. Фильм был выпущен сразу на DVD 19 июля 2016 года.

## Критика
На агрегаторе рецензий Rotten Tomatoes рейтинг одобрения составил 67 % на основе 15 рецензий со средним баллом 5,6 из 10.